# مفتاح موسيقي
المفتاح هو المفتاح الذي يُحدد من خلاله العلامة الموسيقية. تتدرج العلامات الموسيقية في آلة البيانو بترتيب دوري متكرر لمجموعة من 12 علامة موسيقية تنقسم إلى سبع (Octave) علامات بيضاء متتالية بانتظام تتموضع بينها خمس علامات «سوداء».
الشكل التالي يوضح ما قيل أعلاه.

## أسماء وتسلسل العلامات البيضاء، السلم الموسيقي
و هي «دو، ري، مي، فا، صول، لا، سي». ندعو التسلسل «دو، ري، مي، فا، صول، لا، سي، دو»: سلماً موسيقياً. (تردد «دو» الثانية يكون ضعف تردد «دو» التي سبقتها).

## الدرجة الفاصلة
وهو الفاصل بين درجة صوتية وتاليها.

## البعد الموسيقي
وهو الفاصل الصوتي (البعد الطنيني الفيزيائي) بين كل علامتين متعاقبتين في السلم الموسيقي عدا الفاصل الصوتي بين «مي، فا» و«سي، دو (جواب)» والذي يدعى نصف بعد.
ملاحظة هامة:
الانتباه إلى الفرق بين مفهوم الدرجة ومفهوم البعد، فالفاصل في الأول بصري وفي الثاني سمعي. وبهذا فالدرجة قد تكون بعداً أو نصف بعد دون تمييز.

## العلامات السوداء
الفقرة التالية توضح كيفية تسمية هذه العلامات.

## إشارات التحويل

### إشارات التحويل البسيطة
نظرا لأن العلامات السوداء ليس لها اسم خاص بها.نستعمل إشارات التحويل وبالذات الرّافع (أو الدييز #) والخافض (أو البيمول b) للدلالة عليها
فإذا أخذنا «ري» مثلا، فالعلامة السوداء المجاورة اليمنى هي «ري#» والعلامة السوداء المجاورة اليسرى هي «ريb».
و نلاحظ بسهولة أنّ «ريb» و«دو#» تمثلان نفس العلامة، وندعو هذه الخاصة الإنهارموني أو التعادل ومن الشائع قول «ريb=دو#» والواقع أنّ هذه المساواة التقريبية أظهرت فائدة كبيرة في الهارموني (التآلف الموسيقي).
بالنسبة إلى العلامات البيضاء التي لا يوجد بينها علامة سوداء، أي«سي» و«دو»، «مي» و«فا»، فالرّافع أو الخافض لإحدى هذه العلامات هو العلامة المجاورة المناسبة. مثال: «مي#» هو «فا» كما أن «فاb» هو «مي».
تعريف:
- يطلق على الفاصل بين كل علامة ورافعها اسم «نصف البعد الصاعد» (Demi ton ascendant)
- يطلق على الفاصل بين كل علامة وخافضها اسم «نصف البعد الهابط» (Demi ton descendant)

ملاحظة:
- ابتغاء للدقة توصف نصف الدرجة بالملوّنة (كروماتيّة من الإنجليزية Chromatic) وذلك لأن تحويل علامة ما يغير من لونها الصوتي بكل بساطة !

### إشارات التحويل المضاعفة
وهما الرّافع المضاعف x والخافض المضاعف bb. كما يدل من اسميهما، هاتان الإشارتان تفيدان في الانتقال بنصفي بعد، أي من علامة بيضاء إلى العلامة البيضاء المجاورة اليسرى أو اليمنى.
من البديهي أن إشارات التحويل المضاعفة لا يصح استعمالها مع العلامات البيضاء التي لا يوجد بينها علامة سوداء ذلك لأن الفاصل بين العلامتين في هذه الحالة هو نصف بعد فقط.

## السلم الملون (سلم كروماتيكي)
السلم الكروماتيكي وهو مجموعة العلامات البيضاء والسوداء مأخوذة بالترتيب:
- «دو، دو#، ري، ري#، مي، فا، فا#، صول، صول#، لا، لا#، سي» صعوداً
- «سي، سيb، لا، لاb، صول، صولb، فا، مي، ميb، ري، ريb، دو» نزولاً.

## المفاتيحوتدوين الموسيقا

### الدرجة الموسيقية
سنستعمل، من الآن فصاعدا، كلمة درجة في محلين: الأولى للدرجة الفاصلة المعرفة أعلاه والثانية للدلالة على موضع العلامة على المدرج الموسيقي أي رمز النغمة الموسيقيّة ذاتها، ونترك التمييز للسياق.
كيف تتوضع العلامات الموسيقية؟
لنرسم خطين متوازيين ولنمثّل رأس العلامة بدائرة صغيرة. خمسة مواضع ممكنة:
بين كل موضع وتاليه درجة فاصلة وبالتالي إذا كانت العلامة الدنيا (ري) ستكون العلامات اللاحقة (مي-فا-صول-لا).
و لكن كيف يُصطلح أن تدعى علامة ما دو أو سي أو فا؟
الجواب هو... المفتاح !!!

### أنواع المفاتيح ومبدأ إستعمالها
يوجد في الموسيقا ثلاثة مفاتيح وهي مفتاح الصول "Treble key/Clé de Sol" ومفتاح الفا "Clé de Fa/Bass key" ومفتاح الدو "Alto Key/Clé d'Ut". ومن خلال المفتاح الموسيقي يتم تحديد العلامة الموسيقية فكل علامة مرسومة على نفس الخط المرسوم عليه مفتاح ما تحمل اسمه.
 مفتاح الصول، مفتاح الفا، مفتاح الدو
و العلامات التي تعرفها المفاتيح ليست عشوائية فعلامة الدو المعنية بمفتاح الدو ترددها التقريبي 261 هرتز وهي في منتصف البيانو: علامة الدو المركزية.
صول مفتاح الصول تتواجد فوق علامة الدو المركزية.
فا مفتاح الفا تتواجد تحت علامة الدو المركزية.

### المفاتيحوالمدرج الموسيقي

#### المدرج الموسيقي النظري، نظام الأحد عشر خطًا
كما نرى من الشكل أعلاه، تدون الموسيقا على 11أحد عشر خطًا. المفتاح المرسوم على الخط المركزي هو مفتاح الدو "Clé d'Ut".

#### المدرج الموسيقي العملي نظام الخمسة خطوط
طبعاً نظام الإحدعشر خط نظري وغير عملي. لهذا السبب يتم اختيار خمسة خطوط متعاقبة حسب طبقة الصوت المغنّاة أو المعزوفة. مما يؤدي إلى ظهور مفتاح الدو بأشكال عدة:
- مفتاح الدو على السطر الأول
- مفتاح الدو على السطر الثاني
- مفتاح الدو على السطر الثالث
- مفتاح الدو على السطر الرابع

أما مفتاح الدو على السطر الخامس  فصورته تستبدل بمكافئه: مفتاح الفا على السطر الثالث..
ولكن إذاختيرت الخطوط الخمسة العليا أو السفلى سيؤدي هذا لاختفاء الخط المركزي ومفتاح الدو معا.
يُحل الإشكال بمفتاحي الصول والفا.
يلاحظ ان الدو المركزي يدوّن باستعمال جزء من الخط المركزي.

#### السطور الإضافية
سطور تضاف للمدرج من الأعلى أو الأسفل وفق الحاجة إلى كتابة نوط (علامات) تقع خارج حدود المدرج.

## الاستخدام الدارج للمفاتيح

### للأصوات الغنائية
ظهور مفتاح الدو على مدرج الخمسة خطوط بوضعيات مختلفة يعبّر عن طبقة الصوت المغنّاة:
الجدول التالي يوضح المفاتيح المقابلة للطبقات الصوتية وبدائلها المعاصرة
| طبقة الصوت النسائية | طبقة الصوت الرجالية | المفتاح القديم              | المفتاح الجديد                                           |
| ------------------- | ------------------- | --------------------------- | -------------------------------------------------------- |
| Soprano             | -                   | مفتاح الدو على السطر الأول  | صول                                                      |
| Mezzo-Soprano       | -                   | مفتاح الدو على السطر الثاني | صول                                                      |
| Alto أو Contrallto  | Contre Tenore       | مفتاح الدو على السطر الثالث | صول                                                      |
| -                   | Tenore              | مفتاح الدو على السطر الرابع | صول (مرفق في أسفله بالرقم 8 وتقرأ العلامة أوكتافا لتحت). |
| -                   | Barytone            | مفتاح الفا على السطر الثالث | مفتاح الفا على السطر الرابع                              |
| -                   | Bass                | مفتاح الفا على السطر الرابع | مفتاح الفا على السطر الرابع                              |

### الأصوات الآلية في الأركسترا الكلاسيكية
المفاتيح المستعملة هي مفاتيح الصول والفا لكل الآلات ماعدا الكمان الأوسط حيث يستخدم مفتاح الدو على السطر الثالث وأحيانا مفتاح الصول، و
الكمان الجهير (الفيولونسيل) إذ يستخدم إلى جانب مفتاح الفا، مفتاح الدو على السطر الرابع للعلامات المرتفعة، وأحيانا مفتاح الصول للعلامات الأكثر إرتفاعا.

## اقرأ أيضا
- موسيقى غربية
- موسيقى عربية
- موسيقى مصرية